# 아카미즈역
아카미즈역(일본어: 赤水駅)은 일본 구마모토현 아소시에 위치한 규슈 여객철도 호히 본선의 철도역이다. 섬식 승강장 1면 2선의 구조를 갖춘 지상역이다.

## 타는 곳
| 1 | ■ 호히 본선 | (상행) | 구마모토 방면      |
| 2 | ■ 호히 본선 | (하행) | 아소 · 오이타 방면 |

## 역 주변
- 국도 제57호선
- 아소 팜랜드
- 아소사루 마와시 극장
- 아소아카미즈 온천

## 역사
- 1918년 1월 25일 : 철도원에 의해 개업.
- 1987년 4월 1일 : 일본국유철도 분할 민영화에 의해, 규슈 여객철도가 승계.

## 인접 역
| 호히 본선            | 호히 본선   | 호히 본선              |
| -------------------- | ----------- | ---------------------- |
| 다테노 구마모토 방면 | ■ 호히 본선 | 이치노카와 오이타 방면 |